# 亞眠和約

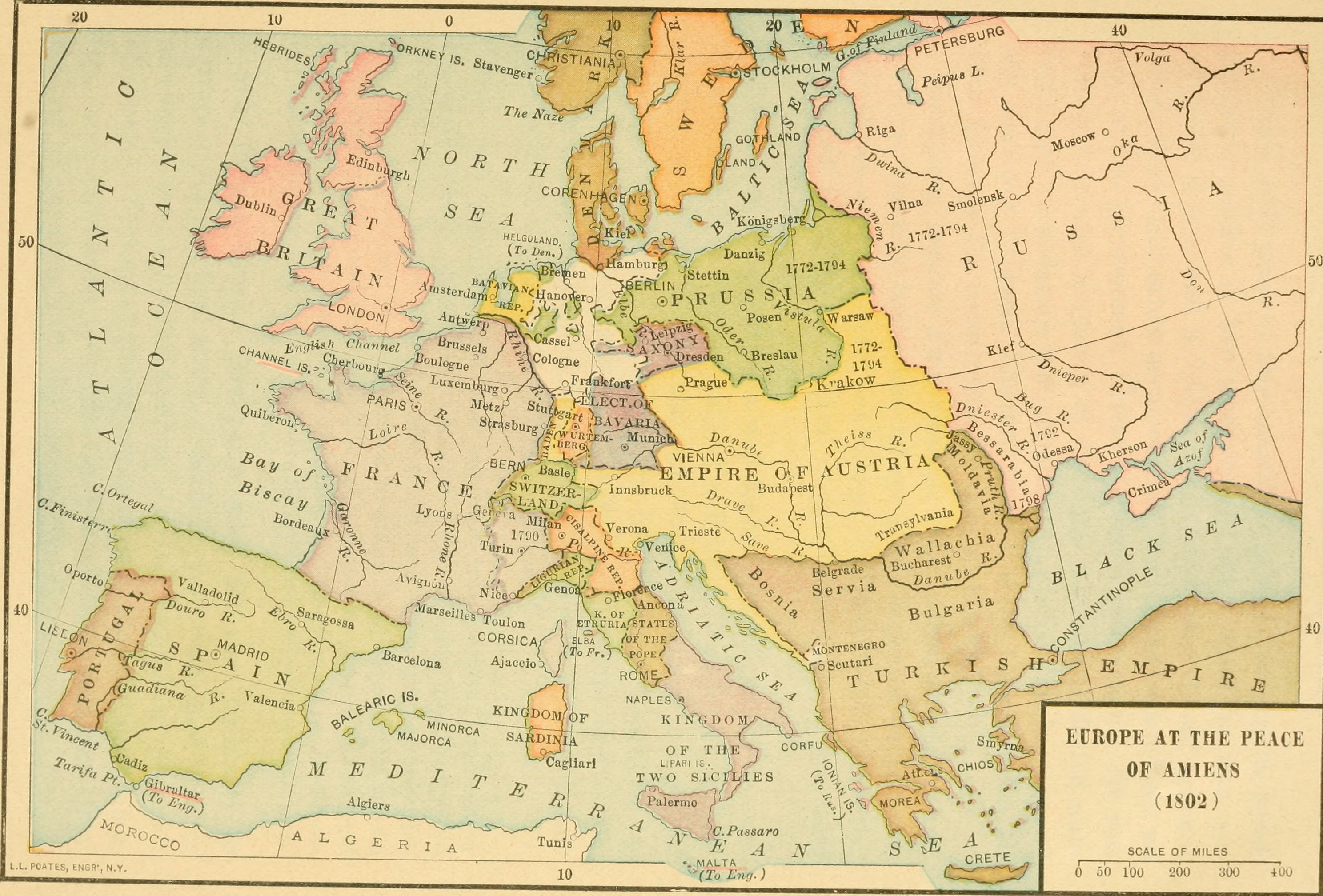
条约签订时的欧洲

《亞眠和約》（法語：Paix d'Amiens），於拿破崙戰爭發生期間的1802年3月，由當時法蘭西第一共和國第一執政拿破崙·波拿巴的兄長约瑟夫·波拿巴及英國的康沃利斯侯爵代表法英雙方所締結的休戰條約。

## 概要
1801年，支持對法國強硬的英國首相小威廉·皮特由於国内的宗教問題而退陣，並由 支持與法國和解的亨利·阿丁顿組成新内閣。當時，在法國具有最大影響力的拿破崙不斷透過對外戰爭來保持国内安定。由於雙方都希望暫時休戰，以應付國內的種種問題，雙方決定於1802年3月25日在法國北部的阿眠締結休戰條約。
條約規定，英國會從馬耳他、直布羅陀、開普殖民地、埃及等佔領地撤軍，把管治權交回馬耳他的聖約翰騎士團、開普殖民地的荷蘭（當時是巴达维亚共和国）。與此同時，法國會從那不勒斯王国、羅馬教宗領地等地撤軍。
可是《亞眠和約》在訂立以後，並未有得到雙方全面的遵守。1803年5月，英國在荷蘭捕獲法國船舶的事件，成為了條約雙方關係惡化的導火線。1804年拿破崙稱帝，翌年1805年再次組成反法聯盟，是為第三次反法同盟，把新成立的法蘭西帝國推入戰火內。